# Krasnaya Zvezda (báo)
Krasnaya Zvezda (tiếng Nga: Кра́сная звезда́, "Sao Đỏ") là cơ quan ngôn luận chính thức, trực thuộc Bộ Quốc phòng Liên Xô.  Ngày nay, tên gọi chính thức của tờ là "Cơ quan Trung ương thuộc Bộ Quốc phòng Nga" (tiếng Nga: Центральным печатным органом Министерства обороны Российской Федерации)

Krasnaya Zvezda được thành lập theo quyết định của Bộ Chính trị Ban Chấp hành Trung ương Đảng Cộng sản vào ngày 29 tháng 11 năm 1923, với vai trò là cơ quan truyền thông trực thuộc trung ương của Ủy ban Nhân dân Quốc phòng Liên Xô  (tiền thân của Bộ Quốc Phòng Liên Xô) cho các vấn đề quân sự. Số báo đầu tiên được phát hành vào ngày 1 tháng 1 năm 1924.

## Lịch sử
Trong thời kỳ Chiến tranh Vệ quốc vĩ đại, "Krasnaya Zvezda" trở thành một trong những tờ báo hàng đầu của Liên bang Xô Viết. Bộ phận biên tập viên có sự tham gia của các nhà văn và nhà báo chính trị như M.A. Sholokhov, A.N. Tolstoy, V.V. Vishnevsky, K.M. Simonov, A.P. Platonov, V.S. Grossman.
Trong khoảng thời gian từ năm 1955 đến 1985, vị trí tổng biên tập tờ báo được Đại tá Nikolai Ivanovich Makeev đảm nhiệm. Sau đó (1985 -1992), Đại tá Igor Mikhailovich Panov tiếp quản công việc này.
Vào mùa xuân năm 1992, khi Bộ Quốc phòng Liên bang Nga được thành lập, "Krasnaya Zvezda" đã trở thành cơ quan báo chí cấp trung ương.Ngày 30 tháng 6 năm 1992, tờ báo đã được sáp nhập vào hệ thống của Bộ thông tin và Truyền thông Nga nhằm chính thức công nhận và theo dõi các ấn phẩm in trong nước. Trong khoảng thời gian từ năm 1992 đến 1998, Đại tá hải quân Vladimir Leonidovich Chupakhin giữ vị trí tổng biên tập của tờ báo.
"Krasnaya Zvezda" phát hành ba lần một tuần - vào thứ Hai, thứ Tư và thứ Sáu gồm 12 trang trên định dạng D2.
Báo được in tại nhà máy in của Công ty cổ phần "Krasnaya Zvezda" ở Moscow cùng với ba thành phố khác của Nga, gồm St. Petersburg, Simferopol và Khabarovsk.
Tổng số ấn bản được in: 27.600 bản.
Kể từ tháng 8 năm 1998,  Đại tá Efimov Nikolai Nikolaevich đảm nhận vị trí tổng biên tập.
Từ ngày 1 tháng 1 năm 2018, Bộ Quốc phòng Nga đã thành lập Trung tâm Biên tập Xuất bản 'Krasnaya Zvezda' (tiếng Nga: Редакционно-издательский центр „Красная звезда), được hỗ trợ tài chính từ Ngân sách Liên bang trực thuộc Bộ Quốc Phòng Nga, bao gồm tờ "Krasnaya Zvezda" và các tạp chí khác của Bộ Quốc phòng.
Tổ chức mới được thành lập dưới sự lãnh đạo của cựu chỉ huy Trung tâm Thông tin Bộ Quốc phòng Nga - Cựu đại tá Markov Alexander Nikolaevich. Trong khi đó, Đại tá Efimov Nikolai Nikolaevich vẫn tiếp tục giữ chức Tổng biên tập của tờ báo "Krasnaya Zvezda".
Khẩu hiệu của tờ báo là "Chúng tôi bảo vệ đất nước Nga!" («Мы храним тебя, Россия!»)

## Liên  kết ngoài
- Trang web chính thức Lưu trữ ngày 20 tháng 9 năm 2006 tại Wayback Machine
- "Krasnaya Zvezda" digital archives in "Newspapers on the web and beyond", tài nguyên số từ Thư viện Quốc gia Nga